# Truncatella clathrus
Truncatella clathrus is een slakkensoort uit de familie van de Truncatellidae. De wetenschappelijke naam van de soort is voor het eerst geldig gepubliceerd in 1832 door Lowe.